# One Day
One Day – singel irańsko-szwedzkiego piosenkarza Arasha z gościnnym udziałem Heleny wydany 7 kwietnia 2014 roku przez Extensive Music.

## Lista utworów
- Digital download (7 kwietnia 2014)[2]

1. „One Day” (Radio Edit) [feat. Helena] – 3:33
2. „One Day” (Golden Star Radio Mix) [feat. Helena] – 2:58

## Teledysk
Teledysk do utworu wyreżyserowany przez Freda został opublikowany 12 marca 2014 roku. Teledysk został nagrany w Irbil i został wyprodukowany przez Mij Film.

## Pozycje na listach i certyfikaty
| Państwo | Lista (2014)                   | Najwyższa pozycja |
| ------- | ------------------------------ | ----------------- |
| Rosja   | Top Hit Weekly General         | 6                 |
| Rosja   | Top Hit Weekly Russia Airplay  | 6                 |
| Rosja   | Top Hit Weekly Audience Choice | 12                |

| Państwo | Certyfikat |
| ------- | ---------- |
| Rosja   | 5×platyna  |